# Jürgen Werner (Radsportler)
Jürgen Werner (* 20. Juli 1970 in Zwickau) ist ein ehemaliger deutscher Radrennfahrer.
Jürgen Werner begann seine Karriere in der DDR als Amateur und startete für den SC DHfK Leipzig. 1988 konnte er die DDR-Meisterschaft der Klasse Jugend A im Straßenrennen gewinnen. Bei der DDR-Rundfahrt 1989 erreichte er mit dem Team DDRII beim Einzelzeitfahren den dritten Platz und auf der vierten Etappe den zweiten Platz. In der Bergwertung kam er auf den dritten Platz.
Von 1994 bis 1996 war Werner beim Team Telekom und anschließend (1997) im italienischen Team Refin-Mobilvetta. Bei einzelnen Etappen kam er immer wieder unter die Top Drei und 1995 bei Paris–Tours wurde er Gesamtvierter und Sieger bei Rund um Sebnitz.
Jürgen Werner war Fahrer bei der Internationalen Friedensfahrt
der Jahre 1996, 1998, 1999, 2000 und 2001.
1998 gewann er den Giro del Ticino und wurde Gesamtdritter bei der Vuelta a la Independencia Nacional. 1998 siegte er im Eintagesrennen Erzgebirgs-Rundfahrt.
Von 1999 bis 2002 war er beim Team Nürnberger, er gewann 2000 das Eintagesrennen Rund um Düren und wurde bei der Clásica de Almería Zehnter. 2001 wurde er bei der Hessen-Rundfahrt Gesamtdritter und 2002 gewann Werner die Berg- und die Sprintwertung der Bayern-Rundfahrt.
Nach seiner aktiven Laufbahn eröffnete er gemeinsam mit seinem Bruder Henri ein Fahrradgeschäft in Zwickau.

## Erfolge
- UCI-Bahn-Weltmeisterschaften der Junioren 1988 für die DDR[8]

## Teams
- 1988: SC Karl-Marx-Stadt
- 1994–1996: Team Telekom (Stagiare ab 1. Juli 1993)
- 1997: Refin-Mobilvetta
- 1998: Team Bunte Berte / Agro-Adler Brandenburg
- 1999–2002: Team Nürnberger

## Grand-Tour-Platzierungen
| Grand Tour            | 1994 | 1995 | 1996 | 1997 |
| --------------------- | ---- | ---- | ---- | ---- |
| Giro d’ItaliaGiro     | 99   | 115  | –    | DNF  |
| Tour de FranceTour    | –    | –    | –    | –    |
| Vuelta a EspañaVuelta | –    | –    | 67   | 103  |